# Munds Park
Munds Park is een plaats (census-designated place) in de Amerikaanse staat Arizona, en valt bestuurlijk gezien onder Coconino County.

## Demografie
Bij de volkstelling in 2000 werd het aantal inwoners vastgesteld op 1250.

## Geografie
Volgens het United States Census Bureau beslaat de plaats een oppervlakte van
57,8 km², geheel bestaande uit land. Munds Park ligt op ongeveer 2012 m boven zeeniveau.

## Plaatsen in de nabije omgeving
De onderstaande figuur toont nabijgelegen plaatsen in een straal van 40 km rond Munds Park.